# دانیلو (بازیکن فوتبال، زاده ۱۹۹۱)
دانیلو لوئیز دا سلیوا (پرتغالی: Danilo Luiz da Silva) بازیکن فوتبال اهل برزیل است که برای باشگاه یوونتوس بازی می‌کند.
از باشگاه‌هایی که دانیلو در آنها بازی کرده می‌توان به باشگاه سانتوس، پورتو، رئال مادرید، منچسترسیتی و یوونتوس اشاره کرد.

## افتخارات

### پورتو
- لیگ برتر فوتبال پرتغال: ۲۰۱۲-۲۰۱۳
- سوپر جام فوتبال پرتغال: ۲۰۱۲ ، ۲۰۱۳

### رئال مادرید
- لالیگا: ۲۰۱۶-۲۰۱۷
- سوپر جام اروپا: ۲۰۱۶ ، ۲۰۱۷
- جام باشگاه های جهان: ۲۰۱۶ ، ۲۰۱۷
- لیگ قهرمانان اروپا: ۲۰۱۵-۲۰۱۶ ، ۲۰۱۶-۲۰۱۷

### منچستر سیتی
- لیگ برتر انگلیس: ۲۰۱۷-۲۰۱۸ ، ۲۰۱۸-۲۰۱۹
- جام حذفی فوتبال انگلیس: ۲۰۱۸-۲۰۱۹
- جام اتحادیه فوتبال انگلیس: ۲۰۱۷-۲۰۱۸ ، ۲۰۱۸-۲۰۱۹
- جام خیریه انگلستان: ۲۰۱۸ ، ۲۰۱۹